# Битва на озере Бишён
Битва на озере Бишён — сражение датско-шведской войны 1643—1645 годов между датским и шведским войсками, состоявшееся 22 декабря 1644 года на озере Бишён, Швеция.

## Предыстория
Осенью 1643 года фельдмаршал Леннарт Торстенссон по приказу шведского Тайного совета возглавил шведскую армию, которая в короткие сроки захватила всю Ютландию. Чтобы ослабить военное давление в Дании, Ганнибал Сехестед, губернатор Норвегии, начал подготовку военной операции против Швеции вдоль норвежской границы, от Ямтланда до Гётеборга. Эти операции заставили Швецию перебросить часть сил из Дании, чтобы защитить границу.
В январе 1644 года были отправлены приказы губернаторам шведских приграничных округов с задачей установить пограничные посты. Губернатору Вермланда, полковнику Олафу Стаке, было приказано держать на границе не менее 100 солдат. Когда местные фермеры видели зажженные костры или слышали звон колоколов, они должны были собираться в заранее определенных местах. На дороге между норвежским Вингером (ныне Конгсвингер) и Карлстадом граница была укреплена путём создания редутов. Около современного Шарлоттенберга в течение зимы и весны 1644 года на норвежской стороне дороги также были установлены редуты. Сехестед также начал перевооружение норвежской армии, которая была официально создана в 1641 году, но шесть полков ещё не были полностью подготовлены. В 1644 году размер норвежской армии вырос, а в ноябре Сехестед напали на Вермланд с 4480 солдатами и 18 пушками.

## Подготовка
Шведский редут у Мораста был быстро захвачен 18 ноября без потерь с обеих сторон. Комендант и солдаты поста были взяты в плен. Норвежцы остались у Мораста до середины декабря. Шведы воспользовались этим временем и активно рубили деревья вдоль дорог, чтобы помешать приближающимся войскам. Для перегораживания дороги по льду замерзшего озера Бишён шведы использовали рубленый лед и оборудовали бруствер, создав сильную оборонительную позицию. Обороной командовал капитан Лоренц Ханссон.
17 декабря норвежский войска покинули Мораст и двинулись на юг, к церкви Эды, разбив лагерь в Хаммаре на северном берегу озера Бишён. 19 декабря норвежская пехота двинулась по льду, в то время как кавалерия попыталась обойти оба берега озера. Перестрелки имели место в течение дня, как на поваленных деревьев, так и на льду. С небольшими потерями с обеих сторон норвежцы отошли с наступлением темноты.

## Ход битвы
Рано утром в воскресенье 22 декабря норвежские солдаты под командованием Сехестада вновь двинулись по льду. Шведские силы, по оценкам, насчитывали около 4000 пехотинцев и кавалеристов, а также 5 или 6 пушек. Норвежцы делали неоднократные попытки пересечь озеро в наименее защищённых местах. Их уязвимое положение на льду вызвало крупные потери.
На закате целый ряд факторов сделал возможным для норвежских солдат прорваться на другую сторону озера. Шведы исчерпали запасы пуль и орудийных снарядов. Некоторые из защитников срезали оловянные пуговицы с одежды, чтобы использовать их в качестве пуль. Капитан Ханссон, который командовал шведским левым флангом, получил ранение в плечо и не смог продолжить руководство войсками. Оборонявшиеся ополченцы в темноте разбежались. Отряд норвежцев из Акерсхуса под командованием подполковника Георга Рейхвейна наконец-то смог обойти и занять холм к западу от озера, откуда норвежцы могли вести фланговый огонь по шведским позициям. Шведская конница к востоку от озера не могла вернуться в бой и отступила на юго-восток к Фрикеруду. Норвежские солдаты разбили ночной лагерь в бывших шведских кавалерийских пикетах, в то время как остальные разбили лагерь у Омотфорсе.

## Последствия
Во время боя были убиты от 30 до 50 шведов. Норвежская сторона потеряла 60 человек ранеными от пуль у редута Мидтског, около 100 были убиты на льду озера. Новость о поражении вызвала тревогу в Швеции, и в письме 24 декабря Олаф Стаке просил подкрепления у Габриэля Оксеншерны.
Сехестед был горд своей победой, его первыми словами на поле боя после его окончания были: «Я сам имел честь получить от солдат Олафа Стаке на Новый год в подарок две пули, пробившие шляпу». Сехестед также написал королю, что путь к Карлстаду теперь открыт, и между этим городом и Стокгольмом нет шведских войск. В Копенгагене распространился слух, что он уже был на пути в Стокгольм. В действительности его силы были слишком малы, и он должен был считаться с риском быть отрезанным от Норвегии. Поэтому Сехестед отправился на юг и сделал Силлеруд своей штаб-квартирой, с дальнейшими вариантами идти на Карлстад или на юг в сторону Дальсланда.